# Операционное направление
Операционное направление — полоса наземного, водного или воздушного пространства в пределах стратегического направления позволяющая по своим характеристикам (природно-географическим условиям, размерам и т. п.) осуществить развёртывание и ввод в бой одного или нескольких взаимодействующих объединений различных видов вооружённых сил. В состав операционного направления включаются все расположенные на нём объекты стратегического или оперативного значения, такие как группировки войск, сил военно-морского флота и боевой авиации, их военные базы и аэродромы, важные административно-политические и индустриальные центры.
Текущее значение операционного направления определяется оперативно-стратегической и военно-политической обстановкой на театре военных действий и его ёмкостью, под которой понимается общее число войсковых соединений или объединений, которые могут быть развёрнуты и использованы для эффективного ведения боевых действий. Значение ёмкости операционного направления зависит от его размеров, плотности дорожной сети и состояния путей сообщения, доступности территорий для действий на них войск и т. п..